# Medal Służby Ogólnej Morskiej (1909–1962)
Medal Służby Ogólnej Morskiej (ang. Naval General Service Medal) NGS – jeden z medali kampanii brytyjskich, ustanowiony 6 sierpnia 1915, mógł być nadany za służbę w co najmniej jednym a maksymalnie szesnastu konkretnych konfliktach i operacjach morskich w latach 1909–1962. Nadawany zawsze z okuciem na wstążce w postaci klamry z nazwą kampanii.
Po 11 sierpnia 1920, jeśli nagrodzony medalem był również wyróżniony przez Mentioned in Dispatches (MID), był upoważniony do noszenia emblematu brązowego liścia dębu na wstążce medalu.

## Wydania medalu
Ten medal ma w sumie 16 wydań, które upamiętniają różne akcje.
Persian Gulf 1909–1914
dla oficerów i marynarzy okrętów królewskich, którzy byli zatrudnieni w operacjach do kontroli transportu broni na Morzu Arabskim lub w Zatoce Perskiej, na północ od 22N i zachód od 64E, pomiędzy 19 października 1909 a 1 sierpnia 1914.
Iraq 1919–1920
dla oficerów i marynarzy, którzy służyli na łodziach bojowych pływających po rzekach Iraku pomiędzy 1 lipca a 17 listopada 1920.
NW Persia 1920
(pierwotnie wydawany z klamrą NW Persia 1919-20, która następnie została wycofana).
Nadawany oficerom i marynarzom, którzy służyli w misjach morskich pod dowództwem komandora D.T. Norrisa w północno-zachodniej Persji pomiędzy 10 sierpnia a 31 grudnia 1920.
We wrześniu 1918 komandor Norris dowodził flotyllą okrętów ze wsparciem Rosji i zaatakował turecki port w Baku na Morzu Kaspijskim. Pod koniec roku flotylla była zagrożona wzrastającą siłą bolszewików. To spowodowało, że komandor Norris zaatakował i zadał cios bolszewickim statkom.
Rosjanie przejęli kontrolę nad Morzem Kaspijskim dopiero po wycofaniu się komandora Norrisa w roku 1920.
Palestine 1936–1939
za służbę w działaniach poza wybrzeżem Palestyny pomiędzy 19 kwietnia 1936 a 3 września 1939.
Ta klasa nie mogła być mieszana z wieloma innymi klasami medalu za Palestynę.
SE Asia 1945–1946
za służbę w Azji w oznaczonym przedziale czasu i terytorium.
- Indochiny Francuskie pomiędzy 3 września 1945 a 28 stycznia 1946.
- Jawa i Sumatra pomiędzy 3 września 1945 a 30 listopada 1946.

Minesweeping 1945–1951
za służbę w wielu akcjach rozminowywania, które zdarzały się po zakończeniu II wojny światowej.
Różne regiony i daty kwalifikujące do medalu w liście poniżej.
Data początkowa dla wszystkich okresów to 3 września 1943.
- Indie Wschodnie, południowo-zachodni Pacyfik i wybrzeże Chin do 30 grudnia 1946
- Morze Śródziemne (bez wód greckich) i Gibraltar do 15 sierpnia 1947.
- Północno-zachodnia Europa i wyspy Brytyjskie, z Morzem Północnym do 30 października 1947.
- Morze Czerwone do 15 kwietnia 1948.
- Wody greckie do 30 września 1951.

Palestine 1945–1948
za służbę w działaniach na wybrzeżu Palestyny w okresie od 27 września 1945 do 30 czerwca 1948.
Brytyjski mandat Ligi Narodów w Palestynie wygasł o północy 14 maja 1948 roku.
Bomb and Mine Clearance 1945–1953
za służbę przy rozbrajaniu bomb i min w różnych częściach świata.
Daty końcowe i rejony geograficzne podane poniżej:
- Hongkong do 16 grudnia 1946.
- Wyspy Salomona, Papua-Nowa Gwinea do 28 kwietnia 1953.

Malaya
za 28 dni służby na statkach patrolowych przy wybrzeżu Malezji pomiędzy 16 czerwca 1948 a 31 lipca 1960, w czasie operacji wspomagających walkę przeciwko bandytom.
Yangtze 1949
dla członków wszystkich służb (Royal Navy, armia i RAF) za operacje na rzece Jangcy przeciwko chińskim siłom komunistycznym pomiędzy 20 kwietnia a 31 lipca 1949.
Bomb & Mine Clearance, Mediterranean
ustanowiony rozkazem nr 1943 z dnia 27 lipca 1956 Admiralicji Floty, mówiącym że Mediterranean Fleet Clearance Diving Team od 1 lipca 1955 był zaangażowany przy rozbrajaniu bomb i min w akcjach, tak samo niebezpiecznych jak wcześniejsze, za które nadawano Bomb and Mine Clearance 1945-53.
Większość pracy umiejscowiona była w maltańskim porcie Valletta, gdzie odzyskiwano wiele bomb z zatopionych podczas bombardowań statków handlowych.
Cyprus
za służbę przy ograniczania wielu różnych aktów terroryzmu podczas akcji ratowniczych na Cyprze pomiędzy 1 kwietnia 1955 a 18 kwietnia 1959. Większość tych medali otrzymali marynarze Royal Marines.
Near East
za służbę na Bliskim Wschodzie pomiędzy 31 października a 22 grudnia 1956 w konflikcie często nazywanym Kryzysem sueskim. Ta kampania była pierwszą, w której użyto helikopterów Royal Navy startujących z HMS „Ocean” i HMS „Theseus”.
Arabian Peninsula
za służbę w operacjach przeciwko dysydentom i ochronę granic na Półwyspie Arabskim. Do medalu kwalifikowano 30 dni służby pomiędzy 1 stycznia 1957 a 30 czerwca 1960.
Brunei
Ustanowiony rozkazem nr 2283 Admiralicji Floty z dnia 6 grudnia 1963, w uznaniu za służbę w operacjach na terenie Brunei. Wymagany był minimum jeden dzień walki pomiędzy 8 a 23 grudnia 1962 w jednostkach lub oddziałach, które wzięły udział w operacjach w Brunei lub na północnym Borneo. Większość medali otrzymali marynarze Royal Marines.
Canal Zone
autoryzowany w roku 2003 za służbę w strefie Kanału Sueskiego pomiędzy październikiem 1951 a październikiem 1954.

## Opis medalu
W zależności od roku wydania na awersie umieszczony był profil aktualnie panującego:
- 1910–1936 – Jerzy V
- 1936–1952 – Jerzy VI
- 1953 – Elżbieta II

Rewers: Brytania na dwóch koniach morskich podróżująca przez morze, jej lewa ręka spoczywa na tarczy Unii, a w prawej trzyma trójząb.